# Волков, Николай Михайлович (музыкант)
Никола́й Миха́йлович Во́лков (бел. Мікалай Міхайлавіч Волкаў, род. 25 мая 1943, Энгельс, Саратовская область, СССР — 6 января 2021, Минск, Белоруссия) — советский и белорусский трубач, профессор. Кандидат искусствоведения. Отличник образования Республики Беларусь. Заслуженный деятель искусств Республики Беларусь (2013).

## Биография
Родился в Энгельсе 25 мая 1943 года. В 1965 году окончил Московскую государственную консерваторию им. П. И. Чайковского по классу трубы профессора С. Н. Ерёмина, затем в его же классе — аспирантуру в 1967 году. В 1964—1967 годах преподавал в Академическом музыкальном училище при Московской Государственной консерватории. Играл на следующих музыкальных инструментах: труба всех строёв, труба-пикколо, корнет. В 1972—1977 годах занимал руководящие должности в Министерстве культуры Белорусской ССР. В 1979—2021 годах — преподаватель по классу трубы и камерного ансамбля в Белорусской государственной консерватории (с 2004 года — Белорусской государственной академии музыки), доцент (1985). В 1986—1989 годах — заведующий кафедрой духовых и ударных инструментов, с 1989 года — заведующий кафедрой медных духовых и ударных инструментов. Профессор (1991), кандидат искусствоведения (1998). Являлся научным руководителем выпускных и квалификационных работ, осуществлял подготовку магистрантов и ассистентов-стажёров. Был председателем и членом жюри республиканских, межреспубликанских и всероссийских конкурсов. В 1999 году создал ансамбль трубачей «Интрада», который входил в состав Заслуженного коллектива «Национальный академический концертный оркестр Республики Беларусь».
Умер в Минске 6 января 2022 года.

## Творчество
- 1967—1970 годы — трубач-солист Государственного Академического Большого театра оперы и балета Белорусской ССР[2];
- 1977—1979 годы — директор Государственного Академического Большого театра оперы и балета Белорусской ССР[2];
- 1999—2018 годы — создатель и главный художественный руководитель ансамбля трубачей «Интрада»[5];
- 1979—2021 годы — преподаватель по классу трубы и камерного ансамбля в Белорусской государственной академии музыки (до 2004 года — Белорусской государственной консерватории)[6].

## Награды и звания
- 1963 — дипломант Всесоюзного конкурса исполнителей на оркестровых инструментах (Ленинград, СССР);
- 1977 — почётный знак «За отличную работу» Министерства культуры СССР;
- 1982 — медаль «Дружба» Монгольской Народной Республики;
- 2004 — почётная грамота Министерства культуры Республики Беларусь;
- 2007 — медаль Франциска Скорины[7];
- 2013 — почётный знак «Отличник образования Республики Беларусь»;
- 2013 — почётный знак Белорусской государственной академии музыки;
- 2013 — заслуженный деятель искусств Республики Беларусь[8].

## Известные выпускники
Среди его воспитанников — лауреаты международных конкурсов, солисты различных музыкальных коллективов и преподаватели:
- Андрей Ковалинский — солист, артист Национального оркестра Франции в Париже[6][9].
- Евгений Ляттэ — солист, артист Тюрингского симфонического оркестра, театра оперы в Рудльштадте[1][6].
- Игорь Цехохо[пол.] — солист, профессор Музыкальной академии им. Кароля Липинского во Вроцлаве и Музыкальной академии в Лодзи.
- Михаил Бачило — солист, концертмейстер группы духовых инструментов оркестра Sinfonia Iuventus и Гожувской филармонии[10][11].
- Михаил Козлов — артист симфонического оркестра государственной Белтелерадиокомпании[3][12].
- Максим Шкулепа — преподаватель и декан оркестрового факультета Белорусской государственной академии музыки[1][12].
- Владислав Понтус — артист Харбинского симфонического оркестра[12]
- Дмитрий Макаревич — работал артистом оркестра Оперы и филармонии подляской в Белостоке[6].